# W.E.T. (Album)
W.E.T. ist der Titel des 2009 erschienenen Debütalbums der gleichnamigen schwedisch-US-amerikanischen Supergroup.

## Hintergrund
Jeff Scott Soto, bekannt geworden als Sänger von Yngwie Malmsteens erster kommerziell erfolgreicher Band Rising Force, war nach mehreren Soloprojekten im Jahr 2006 für die Europa-Tournee von Journey für deren erkrankten Sänger Steve Augeri ein und erhielt anschließend ein festes Engagement in der Band, das jedoch am 12. Juni 2007 mit seiner Entlassung endete.
Frontiers Records unterbreitete ihm nach der Veröffentlichung seines Soloalbums Beautiful Mess den Vorschlag, für ein Melodic-Rock-Projekt mit den aus Schweden stammenden Musikern Robert Säll (Work of Art) und Erik Martensson (Eclipse). Soto hörte sich deren bereits geschriebenes Material an und sagte sofort zu.
Die Lieder, die Säll und Martensson schrieben, wurden zunächst von Frontiers Records abgenommen und auf ihre Eignung geprüft, bevor sie zu Soto geschickt wurden, der Texte schrieb und den Gesang aufnahm.
Das so entstandene Album wurde am 24. November 2009 veröffentlicht und erhielt positive Kritiken der Fachpresse.

## Titelliste
| Nr.          | Titel                                   | Autor(en)                                                           | Länge |
| ------------ | --------------------------------------- | ------------------------------------------------------------------- | ----- |
| 1.           | Invincible                              | Magnus Henriksson / Erik Martensson / Jeff Scott Soto / Robert Säll | 3:50  |
| 2.           | One Love                                | Johan Becker / Martensson / Soto / Säll                             | 3:56  |
| 3.           | Brothers In Arms                        | Henriksson / Martensson / Soto / Säll                               | 4:46  |
| 4.           | Comes Down Like Rain                    | Martensson / Miqael Persson / Säll                                  | 4:41  |
| 5.           | Running From The Heartache              | Martensson / Persson                                                | 4:27  |
| 6.           | I’ll Be There                           | Henriksson /Martensson /Soto                                        | 4:44  |
| 7.           | Damage Is Done                          | Becker / Martensson / Persson / Säll                                | 3:25  |
| 8.           | Put Your Money Where Your Mouth Is      | Martensson / Soto                                                   | 3:13  |
| 9.           | One Day At A Time                       | B ecker / Martensson / Persson                                      | 5:02  |
| 10.          | Just Go                                 | Martensson / Persson / Säll                                         | 4:25  |
| 11.          | My Everything                           | Martensson / Persson /Soto                                          | 3:19  |
| 12.          | If I Fall                               | Martensson / Soto / Säll                                            | 6:09  |
| 13.          | Comes Down Like Rain (Acoustic Version) | Martensson / Soto / Säll                                            | 4:31  |
| Gesamtlänge: | Gesamtlänge:                            | Gesamtlänge:                                                        | 51:50 |

## Rezeption
Alexander Kolbe meinte in Rocks, die beteiligten Musiker hätten „für ihr Debüt ein Dutzend Songs verfasst, die gut gezuckerten AOR/Melodic Rock“ böten, in dem „hin und wieder auch Sotos Gruppe Talisman“ durchklinge. Hörern, denen dessen letztes Solowerk Beautiful Mess „zu poppig und funkig geklungen“ habe, sollten mit „den ohrenfreundlichen Hymnen dieses Albums glücklich werden“ können.
Metal Hammer schrieb, es vergehe kaum eine Saison, in derer Jeff Scott Soto „nicht mit irgendeinem neuen, reaktivierten oder längst etablierten Act“ an die Öffentlichkeit trete. Bei W.E.T. habe er sich mit Robert Säll, Gitarrist von Work Of Art, und Erik Martensson von Eclipse zusammengetan. In dieser Konstellation „fröne er tiefmelodischem Rock an der Schnittstelle zwischen Toto, Survivor und Giant.“ Das Album sei „tadellos produziert“, sämtliche Songs glänzten durch „feine Hooks und clevere Arrangements,“ allerdings klinge alles „etwas zu sehr gen Achtziger geeicht.“
Rock Hard meinte, alle Melodic-Fans sollten hier „unbedingt reinhören!“ Vielleicht hätte man sich einen etwas schickeren Namen einfallen lassen sollen, um die Aufmerksamkeit zu erhalten, die W.E.T. absolut verdienen. Hinter den drei Buchstaben verberge sich ein Album, das „Whitesnake-Gitarren und Journey-Melodien mit einem Sänger in Bestform“ mixe. Wem die letzten Jeff-Scott-Soto-Alben zu modern und „nicht packend genug“ gewesen seien, werde schon beim „rockig-emotionalen Opener“ Invincible hellhörig werden, bei  One Love mitwippen, um bei Running From The Heartache, dem „flotten“ I’ll Be There, dem „balladesken“ One Day At A Time, dem „Smasher“ Just Go und dem „großartigen Midtempo-Track My Everything restlos begeistert“ zu sein. Und er werde sich „am Ende den Spaß erlauben, einem ausgewiesenen Journey-Fan If I Fall vorzuspielen, um das ungläubige Staunen über die vermeintlich neue Steve-Perry-Nummer genießen“ zu können.